# Dąbrowa (sielsowiet Putryszki)
Dąbrowa (biał. Дуброва, Dubrowa) – wieś na Białorusi, w obwodzie grodzieńskim, w rejonie grodzieńskim, w sielsowiecie Putryszki. 
24 kwietnia 2008 część wsi została włączona w granice Grodna.
Od 1921 do końca 1945 w składzie II Rzeczypospolitej. Miejscowość administracyjnie należała wówczas do gminy Hoża powiatu grodzieńskiego województwa białostockiego.